# エギーユ・デュ・ミディ
エギーユ・デュ・ミディ（Aiguille du Midi）はフランスのアルプス山脈にあるモンブラン山系の山。

## 山名の由来
山名は「正午の時計の針」という意味をもつ。シャモニーから見ると、正午に太陽がこの山の頂上に座ったように見えることからきている。エギーユは「針峰」と訳され、エギーユ・デュ・ミディは「ミディ針峰」とも呼ばれる。

## 観光
頂上までのロープウェイ(fr:Téléphérique de l'aiguille du Midi)が数年がかりで1955年に建設され、モンブランの麓、標高1035mのシャモニー＝モン＝ブランから、3777mのエギーユ・デュ・ミディ山頂部の駅まで、2800m近くもの高度の差を、途中の標高2317mにある駅で1回乗り継ぎ、総延長5kmを超えるルートを20分程で登ることができる。上部のセクションは岩壁に沿って登るため鉄塔を建てられず、高度差1470mもの間に支柱が1本も設置されていない。山頂駅は標高3777mにあり、完成から約20年間に渡り、乗り物を使って行くことのできる展望台の最高標高記録を持っていたが、1980年にスイスのツェルマットに、標高3883mのクライン・マッターホルン展望台が完成しその座を奪われた。2025年7月現在、料金は大人のチケット代が往復で66.9〜81ユーロが掛かる。頂上には、景色を眺めることのできる展望台や喫茶店、土産屋などがあり、毎年50万人が訪れる。エギーユ・デュ・ミディからスキーで約20km下ることができ、フランス最大の氷河メール・ド・グラースを見るための観光登山鉄道であるモンタンヴェール鉄道の駅へ行くことも可能である。
さらにエギーユ・デュ・ミディから先は、また違ったロープウェイでジュアン氷河を渡り、イタリア側の展望台である、3462mのen:プンタ・エルブロンナーへと行くことができる。ここからはさらに別のロープウェイ(Funivie Monte Bianco)が、ヴァッレ・ダオスタ州アオスタ渓谷のクールマイユール近くの村であるラ・パリューへと続いている。

## ギャラリー

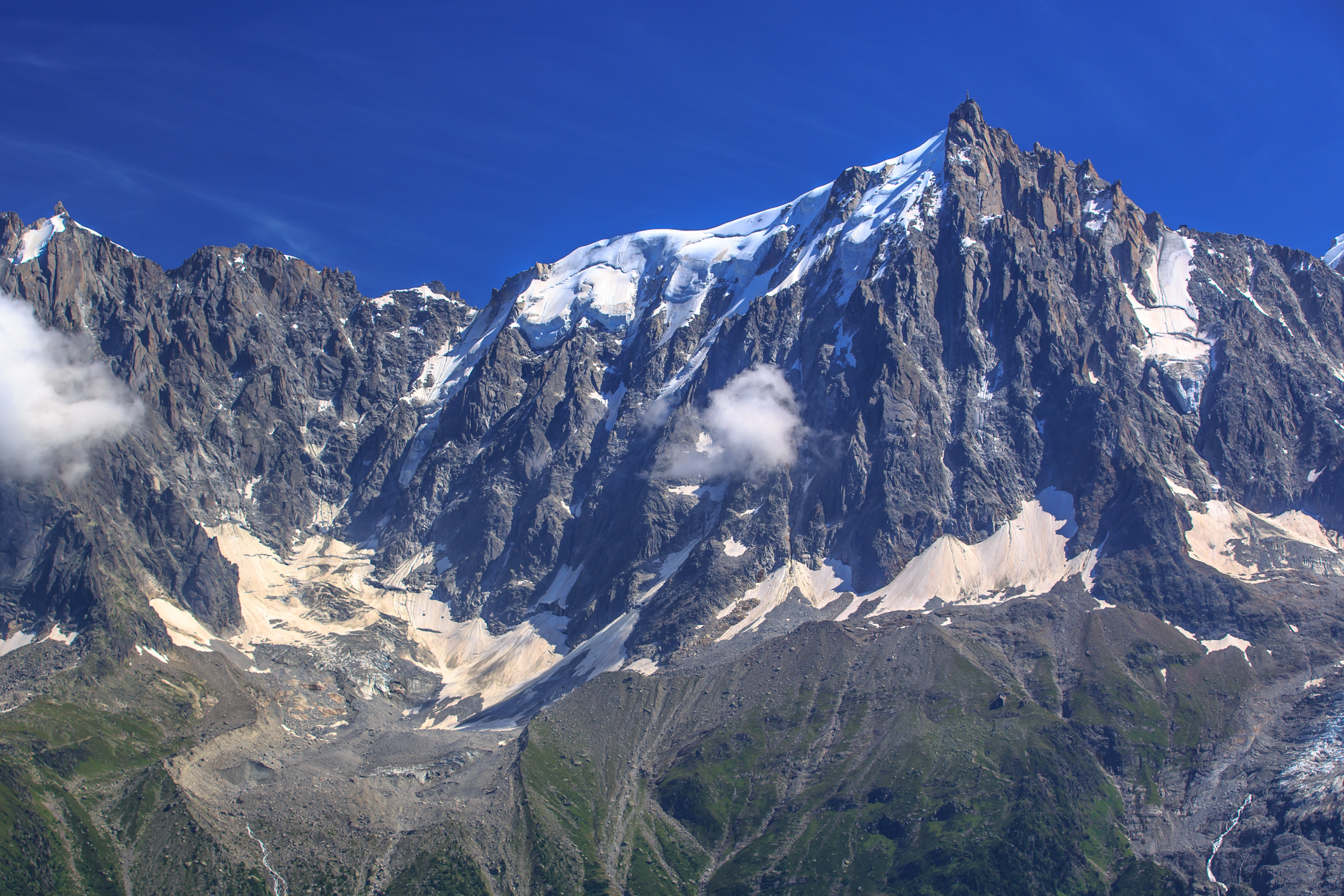
北西のル・ブレヴァン山（フランス語版）から望む
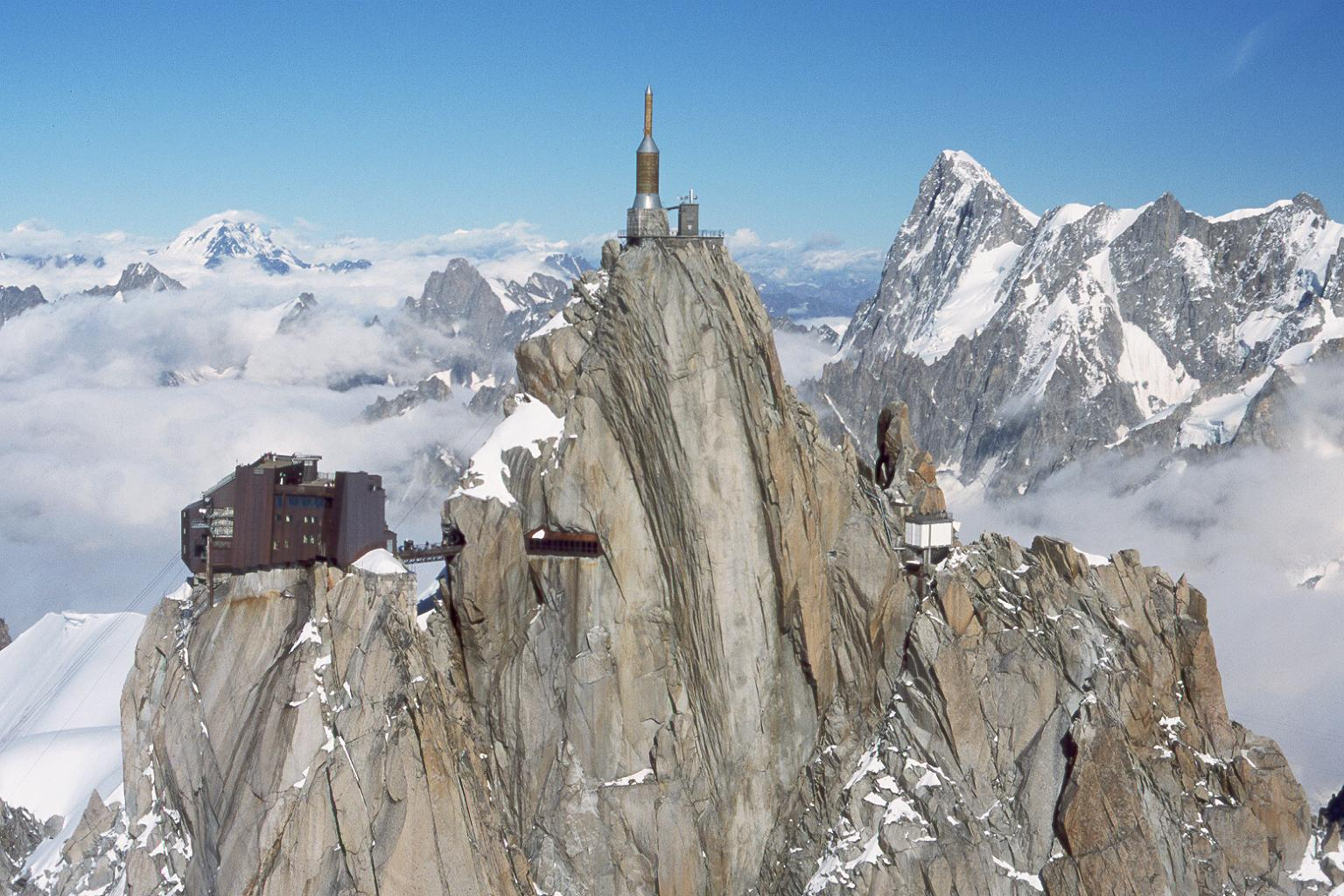
山頂部
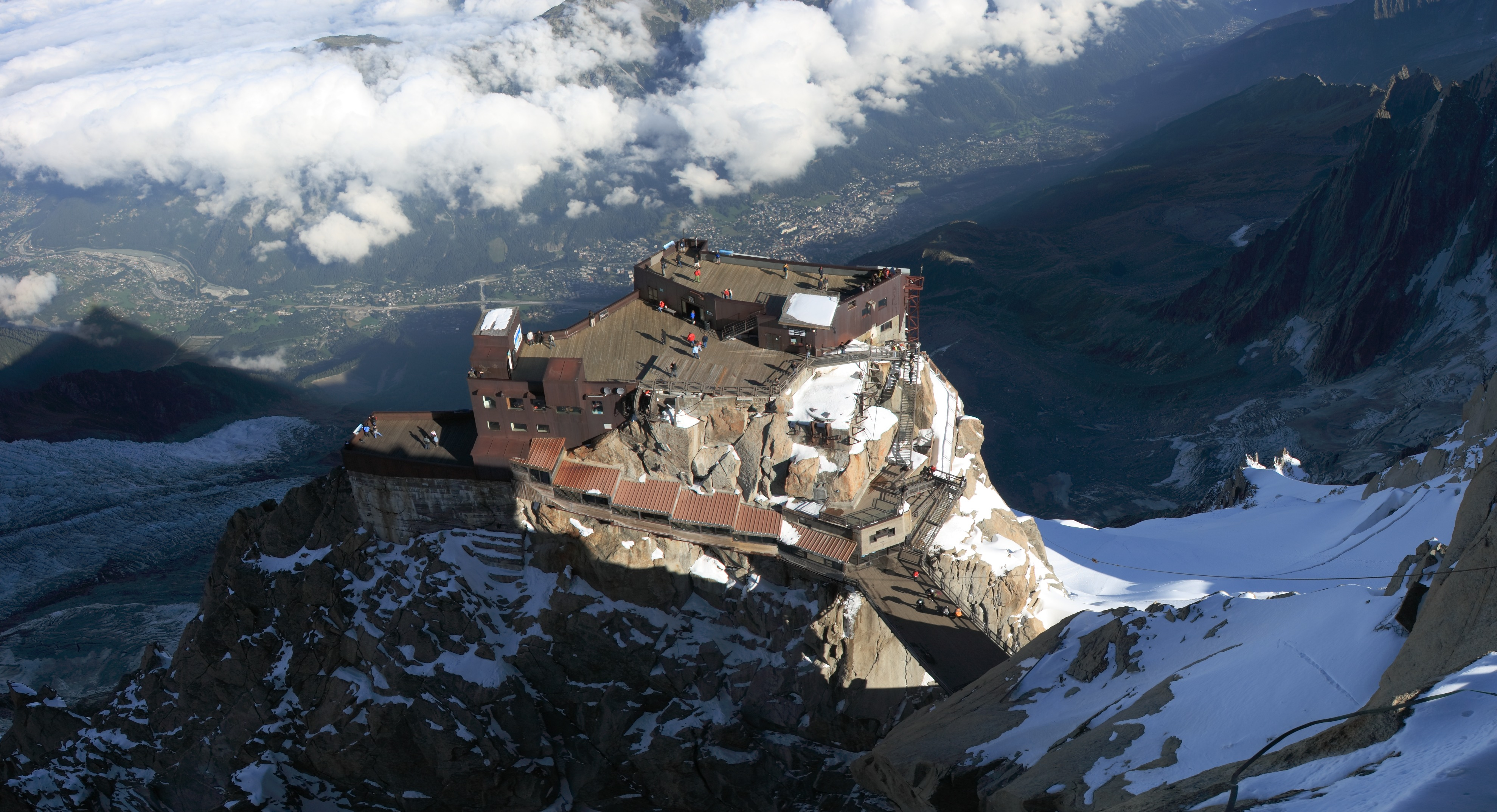
山頂駅
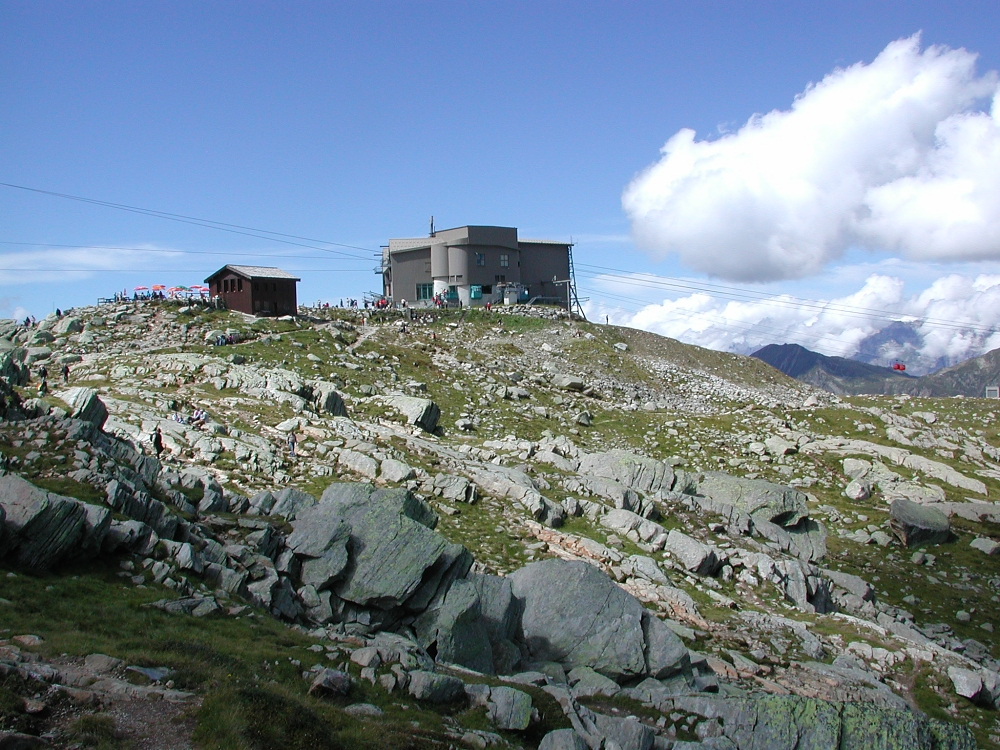
ロープウェイの中間駅
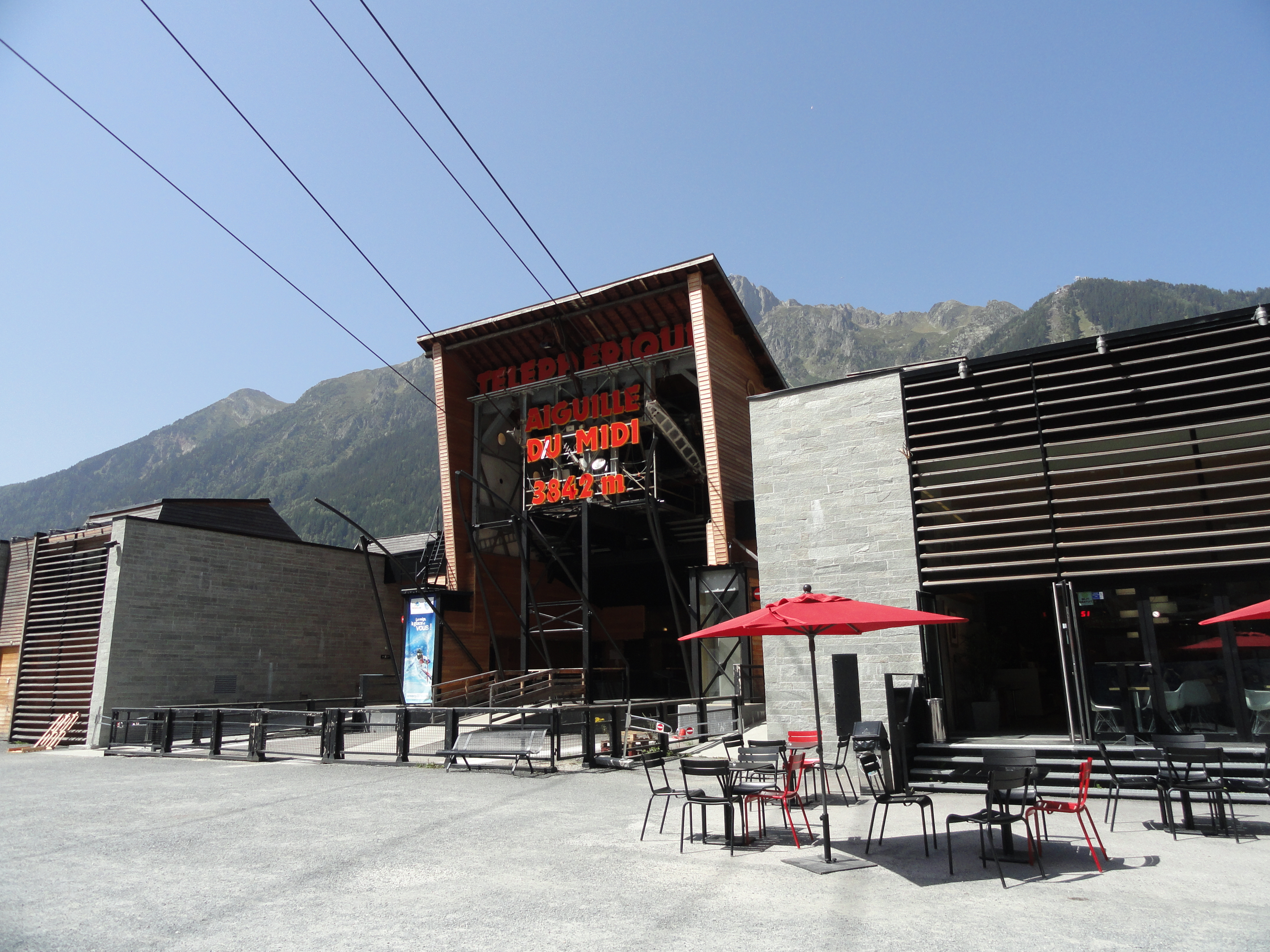
ロープウェイの山麓駅
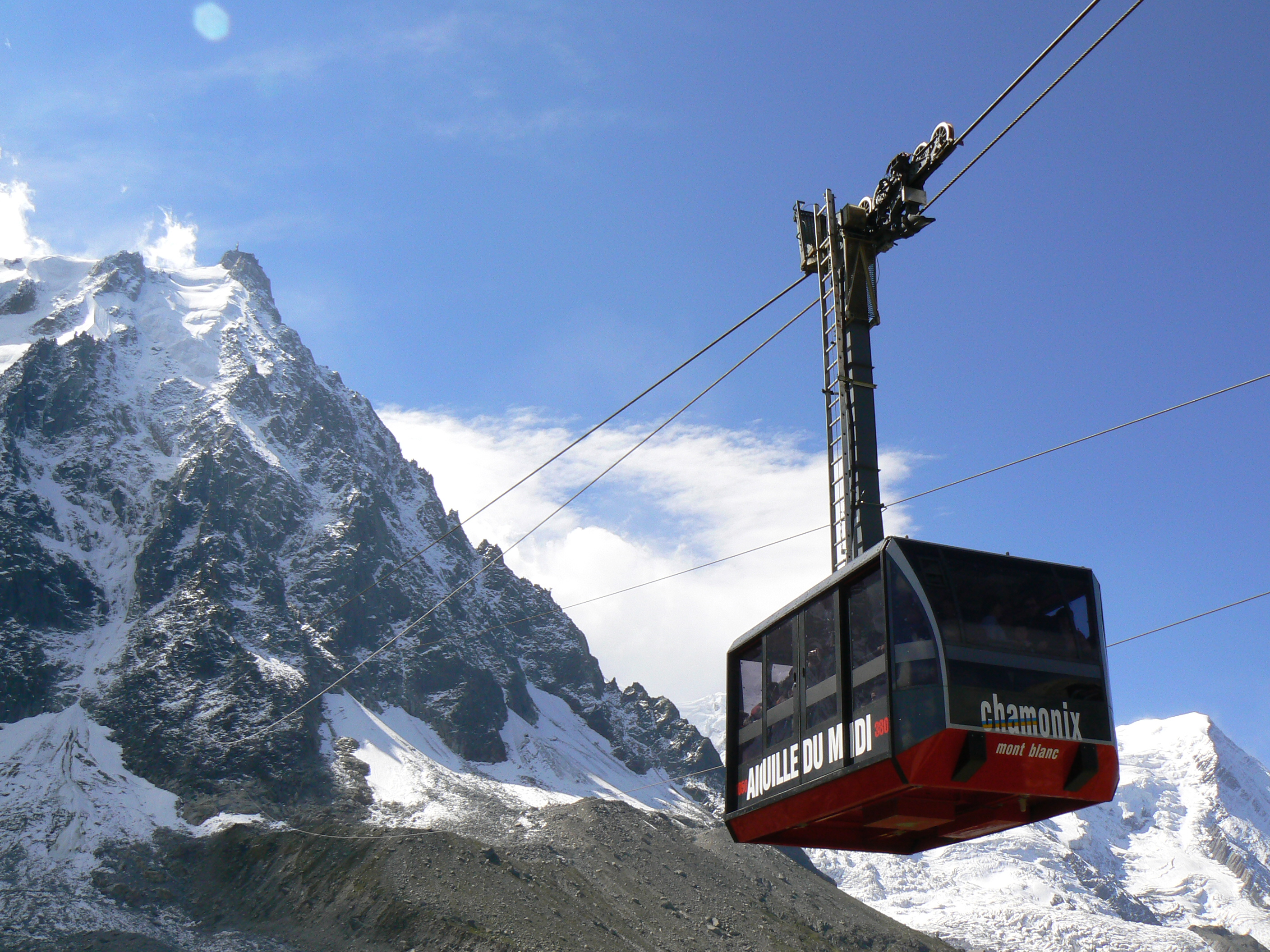
ゴンドラ